# PlayStation 5
PlayStation 5 (abbreviata con la sigla PS5) è una console per videogiochi prodotta da Sony Interactive Entertainment.
Annunciata come successore di PlayStation 4 il 16 aprile 2019 in un'intervista a Wired, son state rese note ufficialmente le specifiche il 7 gennaio 2020 al CES di Las Vegas e il design mostrato l'11 giugno 2020. La console è in vendita in Nord America e in Giappone dal 12 novembre 2020, in Europa dal 19 novembre 2020. Fa parte della nona generazione di console insieme a Xbox Series X/S di Microsoft e Nintendo Switch 2 di Nintendo.

## Storia
Le prime notizie su un'erede della PlayStation 4 trapelarono tramite l'architetto capo, Mark Cerny, in un'intervista a Wired nell'aprile 2019. Sony prevedeva che la PlayStation 5 sarebbe stata la sua console next-generation e che sarebbe stata spedita in tutto il mondo entro la fine del 2020. All'inizio del 2019, il rapporto finanziario di Sony per il trimestre conclusosi il 31 marzo 2019, affermava che la nuova console era in fase di sviluppo, ma che le vendite non sarebbero iniziate prima dell'aprile 2020.
Successivamente, il 7 gennaio 2020, in occasione del CES 2020, Sony ha svelato le specifiche hardware e il logo di PS5.
Il 18 marzo 2020, tramite un'intervista concessa a Digital Foundry, Mark Cerny ha annunciato i nomi di alcuni dei singoli componenti hardware che avrebbero caratterizzato la console.
L'11 giugno 2020 si è tenuto il The Future Of Gaming Show, l'evento di presentazione dei giochi per PS5, al termine del quale è stato mostrato, a sorpresa, il design della console, insieme a una nuova PlayStation Camera, le Pulse 3D, cuffie con audio tridimensionale, DualSense Charging Station, nuova base di ricarica e un telecomando remoto, il Media Remote.
Il 16 settembre 2020, nel corso di un secondo evento dedicato a PS5, intitolato PlayStation 5 Showcase, Sony annuncia la data di uscita della console, prevista per il 12 novembre 2020 in America del Nord, Messico, Giappone, Nuova Zelanda e Australia e per il 19 novembre 2020 in Europa e nel resto del mondo, al prezzo di 499 euro per la versione normale e di 399 euro per la versione Digital.

## Hardware
La PlayStation 5 utilizza un processore Zen 2 di AMD con 8 core a una frequenza variabile limitata a 3,5 GHz. La GPU è un sistema su chip (SoC) personalizzato, basato su RDNA 2 di AMD, con 36 unità di calcolo funzionanti a frequenza variabile, limitato a 2,23 GHz e capace di 10,28 TFLOPS. Sia la CPU che la GPU sono monitorate da uno speciale sistema di boost con tecnologia AMD SmartShift in grado di regolare la frequenza di questi sistemi in base alle attività correnti di entrambi i chip, per indirizzare la potenza assorbita costante ideale e un modello di prestazioni SoC.
La GPU include il supporto per l'accelerazione hardware del rendering ray tracing, che consente la grafica ray tracing in tempo reale. L'hardware include una nuova tecnologia audio chiamata Tempest Engine basata sulla tecnologia AMD GPU, che consente non solo di tenere conto di centinaia di sorgenti sonore all'interno di un gioco nella produzione di uscita audio rispetto alle 50 di PlayStation 4, ma anche di come tale audio viene presentato in base al dispositivo e alle preferenze dell'utente finale. L'unità includerà 16 GB di SDRAM GDDR6 con una larghezza di banda di 448 GB/s.
Una soluzione di archiviazione SSD personalizzata è stata progettata per PlayStation 5 in modo da fornire dati input/output più veloci per tempi di caricamento rapidi e larghezza di banda maggiore per rendere i giochi più coinvolgenti, oltre a supportare il flusso di contenuti richiesto dal disco per una risoluzione 8K (UHD-2). Il sistema base offrirà un SSD da 825 GB collegato tramite un'interfaccia a 12 canali al sistema principale, raggiungendo una velocità di trasferimento di 5,5 GB/s non compressa e tra 8 e 9 GB/s con la compressione usando il protocollo Oodle Kraken di RAD Game Tools. La dimensione atipica dell'unità è risultata ottimale per il percorso a 12 canali per il sistema piuttosto che per le unità più tipiche da 500 GB o 1 TB. L'archiviazione diretta per i giochi sarà espandibile tramite una porta NVM Express (NVMe) che supporta i formati M.1 o M.2, mentre l'archiviazione aggiuntiva può essere resa disponibile tramite unità compatibili con USB.
Il sistema include un'unità ottica Ultra HD Blu-ray compatibile con risoluzioni 4K e 8K. Sebbene l'installazione del gioco da un disco sia obbligatoria per sfruttare l'SSD, l'utente avrà un controllo accurato di quanto desidera installare, come installare solo i componenti multiplayer di un gioco.
Sony sta sviluppando uno stato di gioco sospeso migliorato per PlayStation 5 per consumare meno energia rispetto a PlayStation 4.
Durante l'evento di lancio della console, essa è stata presentata con un design bianco e nero, che corrisponde al controller DualSense precedentemente rivelato, con un blocco interno nero affiancato da due alette bianche lungo i lati, entrambe illuminate da un LED blu. La console può essere liberamente posizionata sia in verticale che in orizzontale. Le prese d'aria si trovano sulla parte superiore della console, (nel caso essa sia posizionata verticalmente). Nella parte frontale del modello base della console, vi è il lettore Blu-Ray e le porte USB e USB-C. Jim Ryan di Sony dichiara che il design era destinato a rappresentare un "salto generazionale di qualità rispetto al presente" e che affiancata dai nuovi videogiochi doveva essere "trasformista nel proprio aspetto". Lo stesso Ryan aggiunse che la scelta dei colori bianco e nero erano per la presentazione della console, altri colori saranno disponibili in seguito al lancio.
Il sistema di raffreddamento fa affidamento sul metallo liquido per trasferire il calore dal chip grafico al dissipatore, una novità nel mondo console, motivato dall'esigenza di ridurre i costi e migliorare l'esperienza utente in quanto il metallo liquido permette una riduzione delle temperature d'esercizio e quindi ridurre la rumorosità, anche se alcuni tester hanno verificato tramite prova comparativa diretta tra due console (una originale ed una con pasta termica al posto del metallo liquido) che non vi sia una differenza così marcata tra i due sistemi se non per il rumore, andando comunque a confermare le dichiarazioni ufficiali. Questa soluzione del metallo liquido in alcuni rari casi può presentare perdite e conseguenti malfunzionamenti.

### Revisioni hardware
Sony ha realizzato la prima revisione hardware minore nell'agosto 2021, dove venne introdotto un nuovo dissipatore di calore più contenuto in volume e peso, riducendo il peso netto del sistema di 300 grammi (0,66 libbre), senza incidere significativamente sulle prestazioni di raffreddamento, secondo Digital Foundry e Gamers Nexus. Viene ridisegnata la vite per il supporto di base, che ora non richiede alcun giravite.
Questa prima revisione si può riconoscere dal codice del modello della console, che ora ha uno schema del tipo CFI-11XX, mentre precedentemente ne aveva uno del tipo CFI-10XX.
Nell'agosto 2022 viene realizzata un'altra revisione hardware, con una riduzione del processo produttivo del SoC originale, riducendone l'assorbimento, ed è stato nuovamente riprogettato il dissipatore di calore, contribuendo a un'ulteriore riduzione del peso. L'edizione digitale ora pesa 3,4 kg (rispetto ai 3,9 kg della versione di lancio) e la versione con lettore pesa 3,9 kg (rispetto ai 4,5 kg della versione di lancio), questa nuova revisione è identificabile con i nuovi codici a partire dal numero CFI-12xxB (Console Digitale) e CFI-12xxA (Console con lettore).

#### PlayStation 5 Slim
A partire da novembre 2023 venne introdotta la revisione della console, andando a unificare le due soluzioni in un unico modello Slim modulare con lettore ottico installabile, che riprende esteticamente la linea del modello originale, ma con le scocche laterali divise in due, che permette di sostituire parte di una cover laterale per poter installare il lettore ottico, il quale per tale motivo non è retrocompatibile con le versioni precedenti della console. Altra modifica riguarda il custom SSD, che è passato da 825 GB del modello originale a 1 TB.

#### PlayStation 5 Pro
Il 12 settembre 2024 viene mostrata la PlayStation 5 Pro, in arrivo il 7 novembre dello stesso anno al prezzo di 799,99 euro. Questa nuova versione della console non presenta il lettore ottico integrato (acquistabile separatamente) e può vantare una GPU migliorata del 67% in unità di calcolo, memoria più veloce del 28% e rendering fino al 45% più rapido e un'unità di archiviazione da SSD da 2 TB. Presenta poi un ray tracing migliorato e l'introduzione del PlayStation Spectral Super Resolution (PSSR) per immagini ultra-nitide migliorate mediante la presenza dell'intelligenza artificiale.

### DualSense

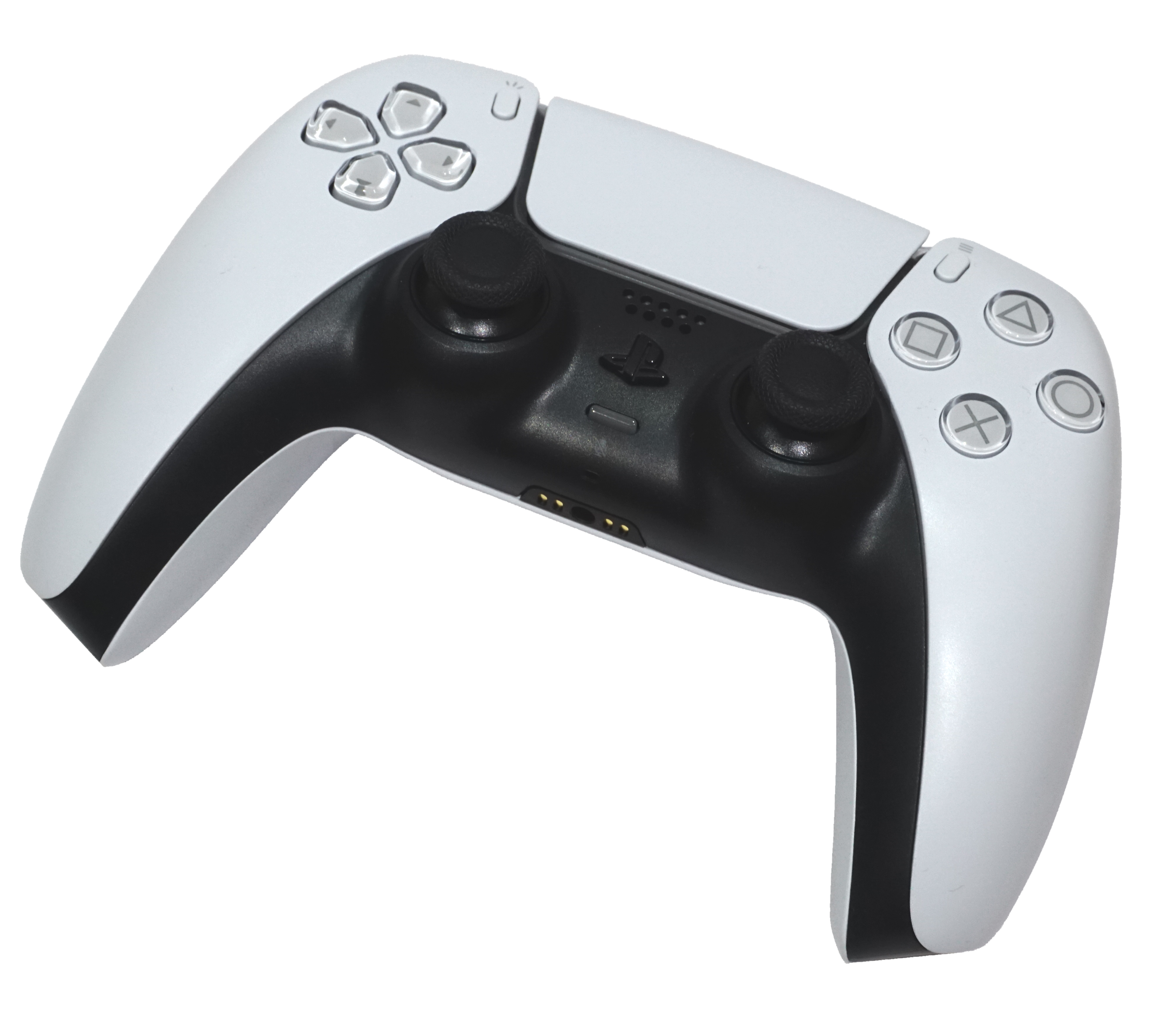
Il controller DualSense

Il 7 aprile 2020 viene presentato il nuovo controller per Playstation 5: il DualSense. Viene confermata la presenza del Tempest 3D AudioTech e i pulsanti L2 e R2 che diventano dei grilletti adattivi. Rispetto ai precedenti controller viene rivisto anche il design caratterizzato da una doppia tonalità di colori. Il LED luminoso, non più incardinato in un unico spazio, è posizionato in una doppia feritoia ai lati del touchpad. Sony afferma che rispetto al precedente il DualSense è meno ingombrante e più leggero.
Il DualSense ha grilletti adattivi nei tasti L2 e R2 che possono modificare la resistenza in base all'esigenza, come quando si tende la corda di un arco durante il gioco. Il controller offrirà anche un forte feedback tattile attraverso gli attuatori della bobina vocale che, insieme a un altoparlante del controller migliorato, ha lo scopo di offrire una migliore esperienza di gioco. La connettività USB-C, insieme ad una batteria dalla durata più elevata, sono altri miglioramenti introdotti nel nuovo controller. Durante i primi di maggio 2021 è stata presentata una mozione in tribunale a carico di Sony in merito alla questione di un problema relativo alle levette analogiche del controller: il problema, noto come drift (ovvero scivolamento) comporta che, a causa di un difetto di progettazione, il controller rilevi dei comandi fantasma interpretandoli come un input da parte della levetta analogica e che causa un continuo movimento del personaggio in gioco (come se, appunto, la levetta scivolasse continuamente sul suo perno mandando input).

### PlayStation Portal
Il 23 maggio 2023 Sony ha annunciato un nuovo accessorio col nome in codice Project Q, che permette di giocare in modalità portatile ai giochi per PlayStation 5 tramite una connessione Wi-Fi e il servizio Remote Play. L'accessorio è composto da uno schermo centrale LCD HD da 8 pollici e dagli stessi pulsanti del DualSense, posti alle estremità. Il 23 agosto 2023 è stato annunciato il nome dell'accessorio, PlayStation Portal, con una data di rilascio prevista per il 15 novembre 2023.

### Accessori aggiuntivi
Oltre alla rivelazione della console, sono stati annunciati insieme ad essa diversi accessori aggiuntivi tra cui una stazione di ricarica per il DualSense, una nuova telecamera in HD, un telecomando multimediale e il Pulse 3D, un auricolare wireless realizzato per sfruttare la tecnologia audio 3D della console, il 22 Febbraio 2023 venne reso disponibile il PlayStation VR2.
La maggior parte dei controller e degli accessori di PlayStation 4 continueranno a funzionare anche su PlayStation 5, ma potrebbero avere dei limiti funzionali. Il DualShock 4 e altri controller di terze parti saranno compatibili con la Playstation 5, ma potranno essere utilizzati solo con i titoli per PlayStation 4. Il PlayStation Move, la PlayStation Camera (solo tramite apposito adattatore) e il PlayStation VR Aim Controller, essendo controller speciali saranno compatibili con i videogiochi per PlayStation 5.

### Console covers

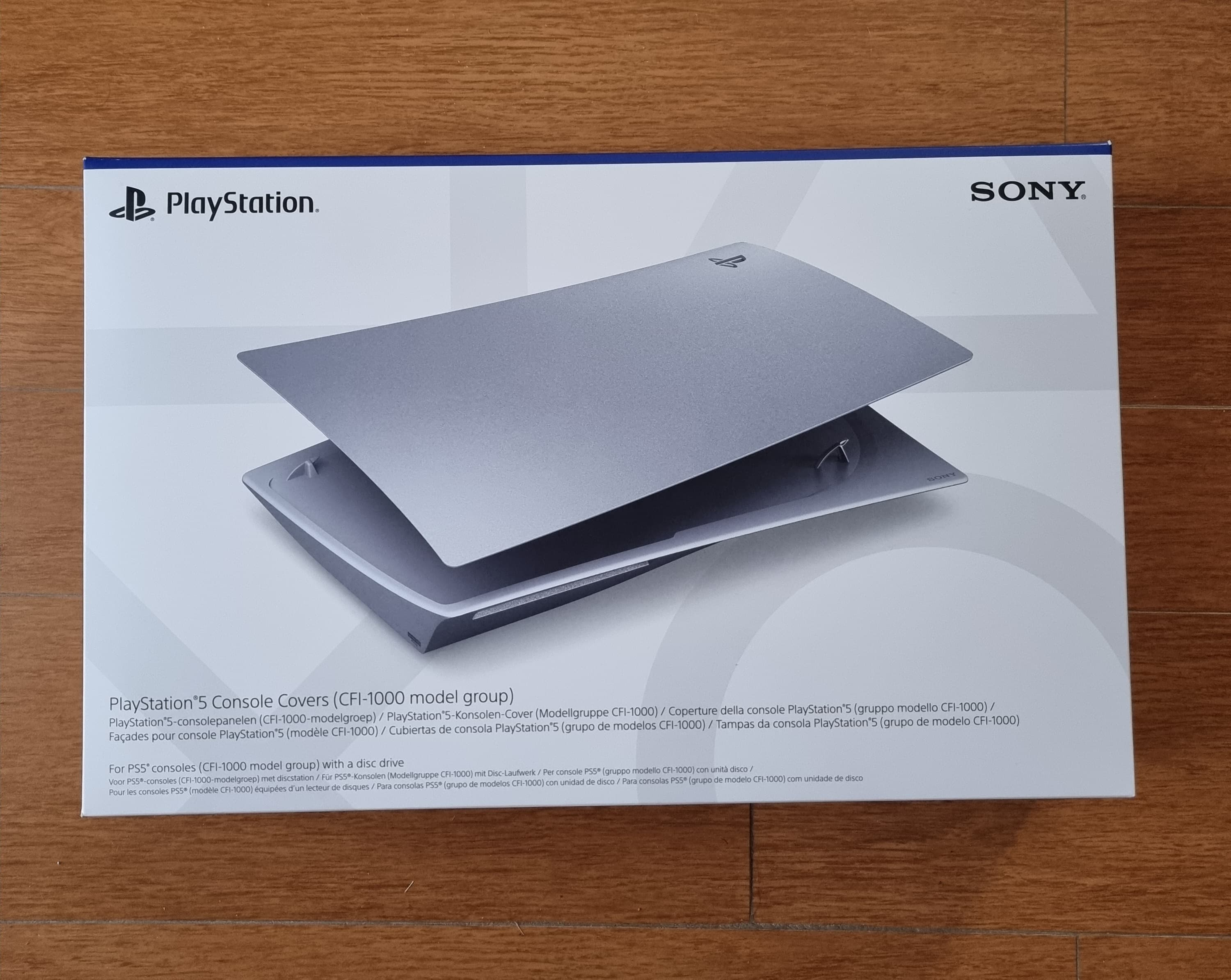
Cover Sterling Silver per PS5 con unità disco

Una novità riguarda il case della console. È la prima versione di PlayStation ad avere una scocca esterna interamente removibile e sostituibile con una personalizzata, se non si considera la Faceplate per PS4 che sostituiva soltanto il case esterno dell'HDD.

## Software

### Software di sistema
PS5 presenta un'interfaccia utente completamente rinnovata. Al CES 2020, Sony ha presentato il logo della piattaforma, che segue lo stile minimalista delle console e del marchio PlayStation (di PS3 e PS4).

### Retrocompatibilità
A eccezione di soli sei titoli, PlayStation 5 è retrocompatibile con i titoli per PlayStation 4, compresi i giochi PlayStation VR., alcuni giochi saranno ottimizzati per la nuova console mentre tutti gli altri, invece, sfrutteranno il Game Boost, tecnologia usata per aumentare risoluzione e bit-rate.
Si potrà giocare ai vecchi titoli con il pad della PS5, inoltre ad Aprile 2022 venne migliorata la compatibilità con il pad della PS5, migliorando l'interpretazione dei vecchi segnali per pad PS4 e restituendo una sensazione pressoché in linea con il pad originale, oppure continuare ad usare i vecchi accessori per PS4, da notare che per l'esperienza con i vecchi titoli VR, nel caso non sia disponibile un aggiornamento per utilizzare PlayStation VR2, si è costretti ad utilizzare PlayStation VR su PS5 o riacquistare i titoli che sono stati ripubblicati (come Moss & Moss Book II), il quale richiede l'uso della PlayStation Camera (per PS4) e l'adattatore per PlayStation Camera (fornito gratuitamente su richiesta)
A ottobre 2019, Mark Cerny ha dichiarato che il passaggio da PlayStation 4 a PlayStation 5 è pensato per essere "morbido". PlayStation 5 è retrocompatibile con i giochi per PlayStation 4 e PlayStation 4 Pro sia in formato fisico e digitale, in parte abilitati dall'architettura hardware simile dei due sistemi. Durante la presentazione di marzo 2020, Cerny ha dichiarato che gran parte dei titoli per PlayStation 4 basati sulle statistiche del tempo di gioco dovrebbero essere giocabili su PlayStation 5 al lancio della console. La Sony ha dichiarato di "credere che la stragrande maggioranza degli oltre 4.000 titoli PS4 sarà giocabile su PS5" e che stanno "valutando i giochi titolo per titolo per individuare eventuali problemi che necessitino di aggiustamenti da parte degli sviluppatori di software originali".

## Caratteristiche tecniche

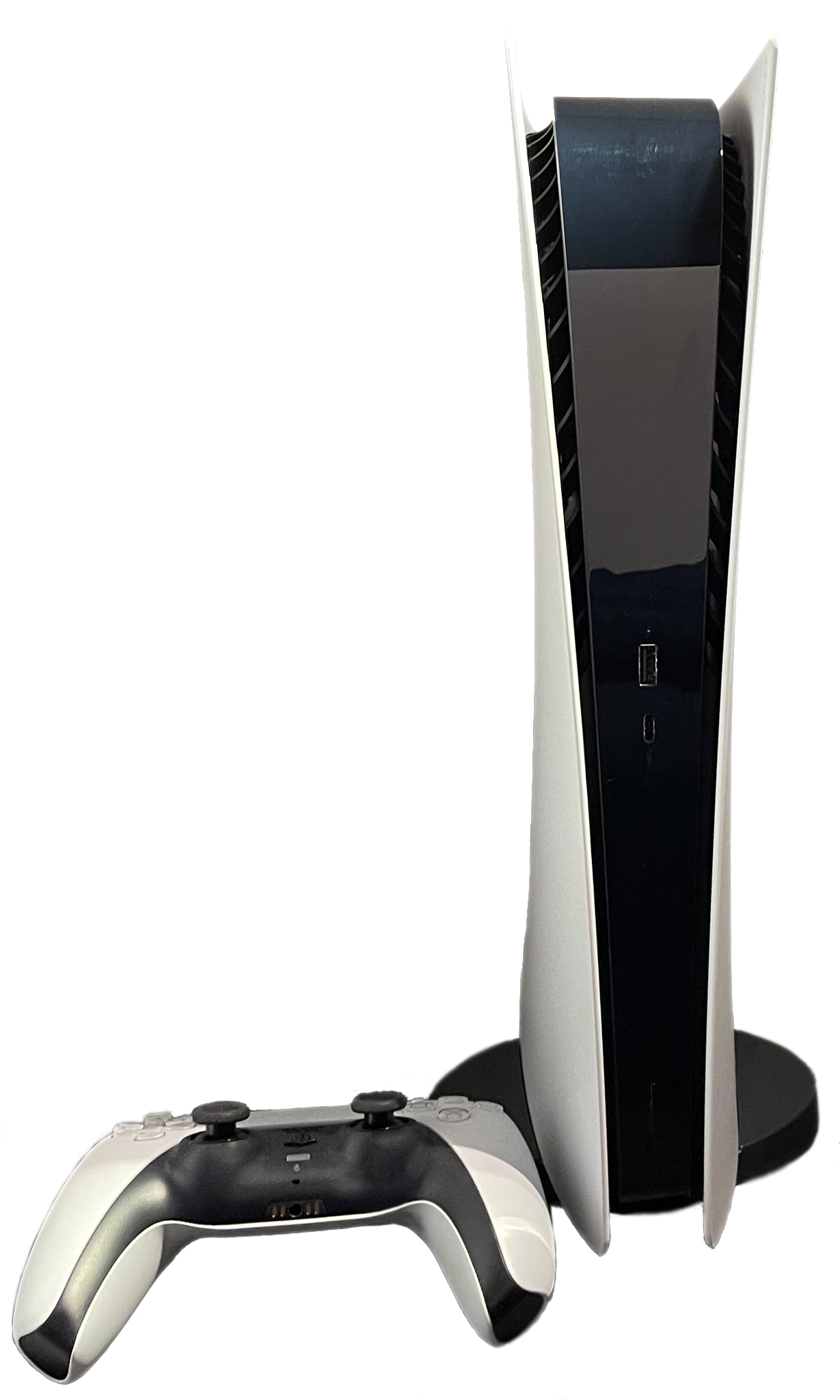
PlayStation 5 Digital Edition

Di seguito l'elenco delle principali caratteristiche tecniche della console:
- Central Processing Unit
  - x86-64-AMD Ryzen™ “Zen 2”
  - 8 core @ 3.5 GHz
  - 16 Threads
- Graphics Processing Unit
  - AMD Radeon™ RDNA 2-based graphics engine
  - Accelerazione ray tracing
  - Frequenza variabile, fino a 2.23 GHz
  - Performance complessiva dichiarata: 10.3 TeraFLOPS
- Memoria:
  - 16 GB RAM GDDR6
  - Larghezza di banda 448 GB/s
- Unità Disco
  - Ultra HD Blu-ray, fino a 100 GB/disco (mancante nella versione digital)
- Archiviazione
  - SSD da 825 GB, 1TB (667 GB liberi per l'utente)
  - Velocità in lettura: 5,5 GB/s (RAW)
- Uscite Audio/Video
  - Formati video HDMI: 480p, 720p, 1080i, 1080p, 1440p, 4K[40], 8K (futuro aggiornamento software)[41]
  - “Tempest” 3D AudioTech
- Dimensioni:[42]
  - Altezza: 390mm, 358 PS5 Slim
  - Larghezza: 104mm, 92mm per la PS5 Digital Edition, 96 PS5 Slim, 80 PS5 Slim Digital Edition
  - Profondità: 260mm, 216 PS5 Slim

### Archiviazione supplementare
In data 15 settembre 2021 Sony abilita tramite l'aggiornamento del firmware versione 21.02-04.00 l'utilizzo a tutti gli utenti del hard disk SSD M.2 NVMe supplementare.
Alcuni SSD M.2 NVMe PCIe 4.0 certificati:
- WD BLACK SN850 NVMe (acc. ufficiale)[44]
- MSI SPATIUM M480 Play[45]
- Samsung 980 PRO[46]
- Seagate FireCuda 530 NVMe[47]
- T-Force Cardea A440 Pro S.5eries.[48]
- fanxiang S770 NVMe[49]

Requisiti per SSD M.2 su PS5
- Interfaccia: PCIe Gen4 x4 M.2 NVMe SSD
- Capacità: 250GB - 8TB
- Dissipazione: usare un SSD M.2 sulla vostra PS5 richiede un sistema di dissipazione del calore come un heatsink. Potete collegarne uno all'SSD M.2 voi stessi, sia in formato singolo che doppio. Ci sono inoltre SSD M.2 che dispongono nativamente di tali sistemi di dissipazione.
- Velocità di lettura sequenziale: 5.500MB/s o superiore.
- Larghezza del modulo: 22 millimetri (la struttura totale deve essere inferiore a 25 millimetri).
- Fattore di forma: M.2 2230, 2242, 2260, 2280 e 22110 (Lunghezza: 30, 42, 60, 80 o 110 millimetri)
- Socket: Socket 3 (Key M)
- Dimensioni totali incluso il dissipatore: inferiori a 110 x 25 x 11,24 millimetri.

## Marketing e vendite
La console è disponibile in Italia dal 19 novembre 2020, in modo da renderla disponibile per le vendite già dal periodo natalizio. Inoltre Sony ha dichiarato che per motivi legati alla pandemia di COVID-19, non sarebbe stato possibile ritirare la console in maniera fisica al negozio, ma sarebbe stata consegnata direttamente a casa.
Bloomberg ha riferito nel febbraio 2020 che i costi attuali dei componenti selezionati per l'unità sono stati stimati in un totale di circa 460 dollari, trainati dagli attuali costi più elevati della memoria flash, che era molto richiesta dai produttori di telefoni per l'implementazione della connettività wireless 5G.
Il prezzo della console, svelato in una diretta del 16 settembre 2020, è di 399 euro per la Digital Edition e di 499 euro per la versione classica con lettore Ultra HD Blu-ray, in data 25 agosto 2022 Jim Ryan CEO di Sony Interactive Entertainment annuncia un aumento del prezzo di 50 euro per entrambi i modelli.
La console è stata sponsor della Supercoppa italiana 2020, per l'occasione ribattezzata PS5 Supercup.
Nel luglio 2023 la console ha raggiunto le 40 milioni di unità vendute nel mondo. A dicembre dello stesso anno è stato annunciato che le unità vendute a livello mondiale avevano raggiunto i 50 milioni.

## PS5 Slim

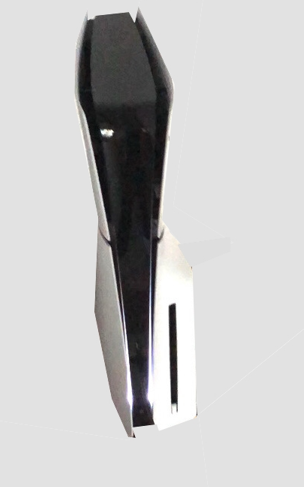
La PS5 Slim

La PlayStation 5 Slim è stata rilasciata da Sony il 10 novembre 2023 in Giappone e il 24 novembre 2023 in Italia come un restyling non solo estetico della PS5.
Infatti, oltre ad essere più snella e aver diviso in 4 pezzi le paratie laterali, essa offre 1TB di Memoria interna, rispetto ai 825GB della versione fat, e l'unità disco removibile(e quindi acquistabile separatamente da accoppiare alla console in versione Digital).
La console non presenta modifiche software rispetto al modello precedente

## PS5 Pro

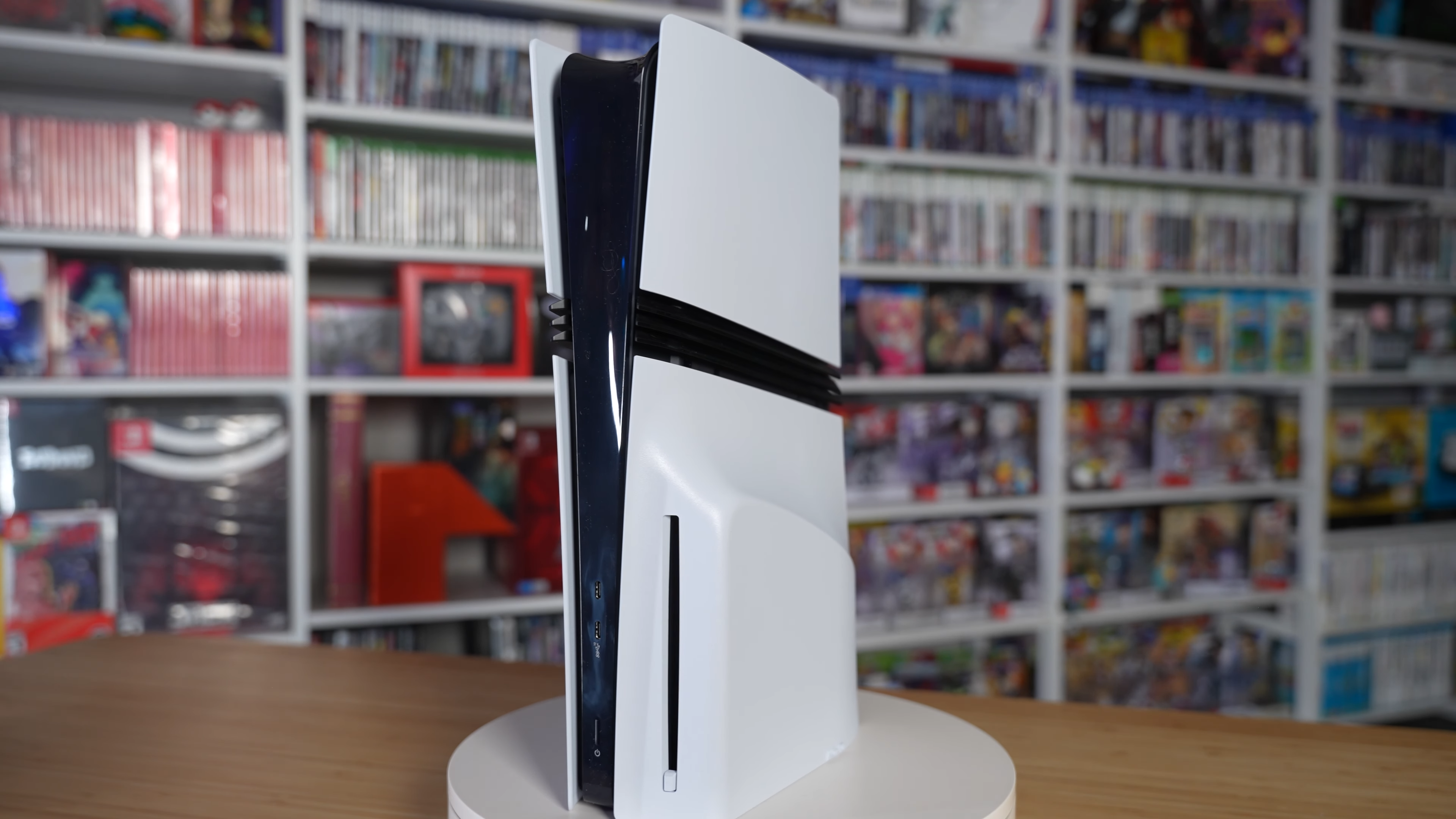
PS5 Pro con unità disco inserita

La PlayStation 5 Pro è un terzo restyling della PS5, ma che riguarda anche il software. Le dimensioni sono similari a quelle della PS5 Fat; si mantiene, tuttavia, lo stile "graffiato ai lati" della versione Slim. La memoria arriva a 2TB e dispone di 18GB di RAM (rispetto ai 16 di Fat e Slim). Grazie a queste modifiche, molti giochi stanno venendo ottimizzati per questa console.